# Прибутковий будинок Волкенштейна (Ростов-на-Дону)
Прибутковий будинок Волкенштейна (рос. Доходный дом Волкенштейна) — будівля розташована на розі вулиці Станіславського і Газетного провулка в Ростові-на-Дону. Пам'ятник архітектури регіонального значення.

## Історія і опис
З боку провулка Газетного на будинку можна побачити геральдичний щит, що говорить про його колишнього господаря. Лев Волкенштейн — популярний ростовський адвокат, любитель театру і сам пописывавший водевілі, відомий, перш за все, тим, що йому пощастило бути однокласником Антона Чехова.
Пов'язувало двох таганрозьких гімназистів і спільне захоплення — театр. Один з них став російським драматургом, інший, у 1890 роки відомий в Ростові присяжний повірений, разом з підприємцем Файном став співвласником найбільшого у місті Асмоловского театру.
Запис із щоденника Чехова в 1894 році: «У Ростові вечеряв з товаришем по гімназії Львом Волкенштейном, які вже мають власний будинок і дачу в Кисловодську.»

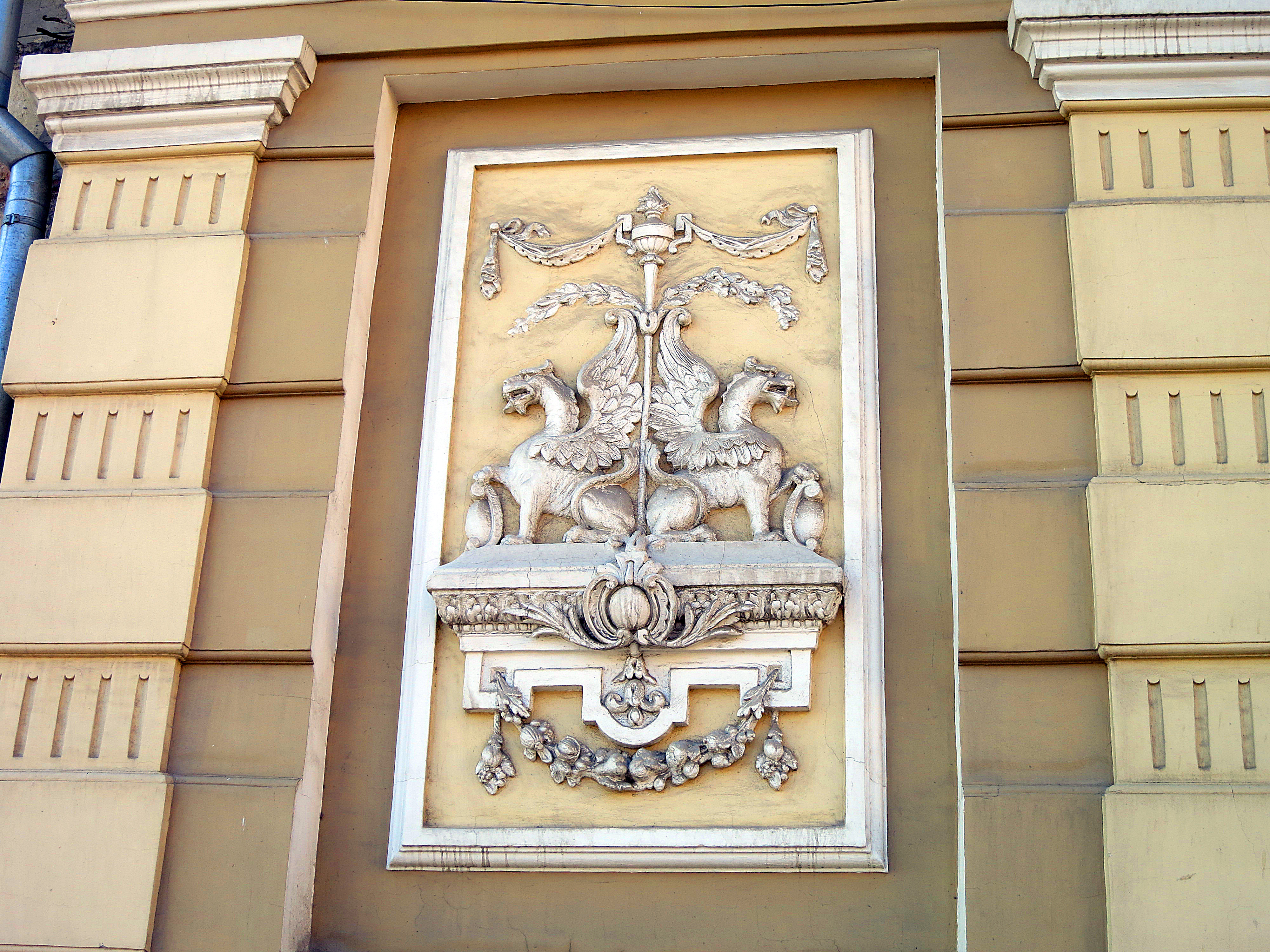
Прибутковий будинок Волкенштейна. Геральдичний щит з левами

Власний будинок, про який згадує Чехів, — це і є будинок Волкенштейна на розі Старопоштовою вулиці (нині — Станіславського) і нинішнього Газетного (а тоді — Казанського) провулка. Тоді будівля була одноповерховою (придбано Волкенштейном в 1890 році). Після ґрунтовного ремонту його прикрасив класичний декор. А на східній стіні з'явився ліпний геральдичний щит з левами. Лев Волкенштейн проживав в будинку з дружиною Софією, двома дочками і малолітнім сином.
У 1930 роки будівлю було добудовано двома поверхами. З серпня 1943 року його займало Азово-Донське пароплавство, а потім будівлю знову стало житловим.
Мешканці будинку чули від своїх сусідів, які проживали в будинку ще в довоєнний час, що Антон Павлович Чехов наносив візит в цей будинок. Правда, про долю господаря будинку їм нічого відомо не було. Відповідь на це питання міститься в книзі «Старі могили. Російське зарубіжжі. 1917—1997 роки». У першому томі вказується, що Лев Волкенштейн помер у Парижі 30 травня 1935 року. Перебуваючи в еміграції, він співпрацював з журналом «Ілюстрована Росія», на сторінках якого були опубліковані його спогади про Чехова. Портрет присяжного повіреного Лева Волкенштейна вдалося виявити в номері газети «Приазовський край», присвяченому 25-річчю газети. Лев Волкенштейн був юристом редакції.